# Emek Chefer (Regionalverband)
Emek Chefer (hebräisch מוֹעָצָה אֲזוֹרִית עֵמֶק חֵפֶר Mōʿatzah Asōrīt ʿEmeq Chefer, deutsch ‚Regionaler Rat Tal Chefer‘) ist eine israelische Regionalverwaltung in der Scharonebene in Zentralisrael. Er ist benannt nach dem Tale Chefer.

## Lage
Die Regionalverwaltung umfasst ein Gebiet, das im Norden an Chadera, im Osten an Tulkarm und die Grüne Linie, im Süden an Netanja und im Westen an das Mittelmeer grenzt.

## Geschichte
Das Tal von Chefer wird bereits im Alten Testament als „Land von Chefer“ (1 Kön 4,10 ) erwähnt.
In den Jahren 1928–29 erwarb der zionistische Pionier Jehoschua Chankin mit Spenden aus Winnipeg das Land. Die erste jüdische Siedlung im Tal war Kfar Vitkin, benannt nach Joseph Vitkin. Die ersten Siedler legten die ausgedehnten Sümpfe trocken.
Der Regionalverwaltung wurde 1940 gegründet. 1949 wurde das nach dem jüdischen Soziologen Arthur Ruppin benannte Akademische Zentrum Midreschet Ruppin eröffnet.
Seitdem 1966 Helmut Peter und Herbert Krämer den ersten deutsch-israelischen Besucheraustausch initiiert haben, gibt es zwischen den Kreisen Siegen-Wittgenstein und Emek Chefer eine kommunale Partnerschaft, die intensiv gepflegt wird.

## Demografie
Die Einwohnerzahl beträgt 42.949 (Stand: Januar 2022).
Das israelische Zentralbüro für Statistik gab bei den Volkszählungen vom 22. Mai 1961, 19. Mai 1972, 4. Juni 1983, 4. November 1995 und vom 28. Dezember 2008 für  die Regionalverwaltung folgende Einwohnerzahlen an:

Emeq Chefer (dunkelgrün) neben anderen Gebietskörperschaften

| Jahr der Volkszählung | 1961   | 1972   | 1983   | 1995   | 2008   |
| Anzahl der Einwohner  | 16.700 | 20.400 | 22.400 | 23.800 | 35.500 |

## Gliederung
Zur Regionalverwaltung Emek Chefer gehören 9 Kibbuzim, 27 Moschawim, 6 Gemeinschaftssiedlungen und 2 Jugenddörfer:
| Kibbuzim קיבוצים - Bachan בַּחַן (בחן) - ʿEjn haChoresch עֵין הַחוֹרֵשׁ (עין החורש) - Givʿat Chaim Ichud גִּבְעַת חַיִים (אִחוּד) (גבעת חיים איחוד) - Givʿat Chaim Meʾuchad גִּבְעַת חַיִים (מְאֻחָד) (גבעת חיים מאוחד) - HaMaʿapil הַמַּעְפִּיל (המעפיל) - HaʿOgen הָעֹגֶן (העוגן) - Jad Channah יַד-חַנָּה (יד חנה) - Maʿabbarōt מַעְבָּרוֹת (מעברות) - Mischmar ha-Scharon מִשְׁמַר הַשָּׁרוֹן (משמר השרון) | Moschavim מושבים - Achituv אֲחִיטוּב (אחיטוב) - Avichail אֲבִיחַיל (אביחיל) - Beʾerotajim בְּאֵרוֹתַיִם (בארותיים) - Bejt haLewi בֵּית הַלֵּוִי (בית הלוי) - Bejt Cherut בֵּית חֵרוּת (בית חרות) - Bejt Jannaj בֵּית יַנַּאי (בית ינאי) - Bet Jizchak-Schaʿar Chefer בֵּית-יִצְחָק שַׁעַר-חֵפֶר (בית יצחק-שער חפר) - Bitan Aharon בִּיתַן אַהֲרֹן (ביתן אהרון) - Burgeta בּוּרְגְּתָא (בורגתה) - Eljaschiv אֶלְיָשִׁיב (אלישיב) - Gan Joschja גַּן יֹאשִׁיָּה (גן יאשיה) - Geʾulej Teman גְּאֻלֵּי תֵּימָן (גאולי תימן) - Givʿat Schapira גִּבְעַת שַׁפִּירָא (גבעת שפירא) - Hadar ʿAm הֲדַר עָם (הדר עם) - Channi’el חַנִּיאֵל (חניאל) - Chavazzelet haScharon חֲבַצֶּלֶת הַשָּׁרוֹן (חבצלת השרון) - Cherev le-Et חֶרֶב לְאֵת (חרב לאת) - Chibbat Zion חִבַּת צִיּוֹן (חיבת ציון) - Chogla חָגְלָה (חגלה) - Kfar Chaim כְּפַר-חַיִים (כפר חיים) - Kfar haRoʾe כְּפַר-הרב אברהם הכהן קוק (כפר הרוא״ה) - Kfar Monasch כְּפַר-מוֹנַשׁ (כפר מונש) - Kfar Witkin כְּפַר-וִיתְקִין (כפר ויתקין) - Kfar Jedidja כְּפַר יְדִידְיָה (כפר ידידיה) - Michmoret מִכְמוֹרֶת (מכמורת) - ʿOlesch עֹלֵש (עולש) - Omez אֹמֶץ (אומץ) | Gemeinschaftssiedlungen יישובים קהילתיים - Bat Chefer בַּת חֵפֶר (בת חפר) - Bat Chen בַּת חֵן (בת חן) - Chofit חוֹפִית (חופית) - Schoschannat haʿAmaqim שׁוֹשַׁנַּת הָעֲמָקִים (שושנת העמקים) - Zuqej Jam צוּקֵי יָם (צוקי ים) - Bejt Chason בית חזון | Jugenddörfer כפרי הנוער - Mevoʾot Jam מְבוֹאוֹת יָם (מבואות ים) - Hadassah Neʿurim הדסה נעורים |